# Centrale eolica Tvindkraft
La centrale eolica Tvindkraft o Tvindmøllen è una turbina eolica da 2 MW di proprietà della collaborazione scolastica Tvind a Ulfborg nello Jutland occidentale. La turbina eolica di Tvind ha iniziato un vero e proprio filone di ricerca e sviluppo nell'ambito dell'energia eolica in diverse aree della tecnologia. 
La turbina eolica di 54 metri è stato il punto più alto della Danimarca tra il 1978 e il 2000. Cominciò a produrre elettricità nella primavera del 1978, e in autunno iniziò a produrre energia per l'Associazione di alta tensione della contea di Ringkjøbing. Nel primo anno di funzionamento, la rete pubblica poteva trasportare solo 400 kW, ma la pala poteva già fornire 1 MW, quindi l'intera produzione non poteva essere trasferita alla rete. La capacità in eccesso è stata utilizzata per la produzione di energia per un riscaldatore a immersione di poco più di 500 kW, che ha riscaldato l'acqua per il sistema di riscaldamento centrale di Tvind.
Nel luglio 2007, la turbina aveva accumulato 117.540 ore di funzionamento, 100.000.000 di rivoluzioni e prodotto 16 GWh. La turbina ha funzionato da metà della potenza fin dall'inizio, con una potenza massima di ca. 1 MW anziché 2 MW. Il motivo era che le pale avrebbero dovuto girare più veloce di quanto non fosse possibile, cosa che si è verificata durante la fase di test. La storia ha in seguito dimostrato con le turbine commerciali che 1 MW è esattamente ciò che può produrre una turbina con ali di 27 m. Significava anche che Tvind aveva una turbina meno performante, ma che però poteva durare più a lungo. All'inizio del periodo operativo si è scoperto che le pale innescano la frequenza di risonanza intrinseca della torre a 27 giri / min. minuto. Pertanto, la velocità del rotore è limitata fino a un massimo di 21 giri.

## Storia
Furono gli insegnanti delle scuole di Tvind che negli anni '70, per la crisi energetica seguita alla guerra del Kippur, a prefiggersi l'obiettivo di costruire una grande turbina eolica. Il 29 maggio 1975, tutte le 400 persone che erano in Tvind quel giorno parteciparono ai lavori. L'età media dei partecipanti era di 21 anni. Poi la squadra della turbina, composta da volontari, proseguì con la fondazione e la torre che si elevava con una cassaforma scorrevole su Tvind.
Ci sono voluti tre anni per costruire Tvindkraft. "Mølleholdet" ["La Squadra della Turbina"] era la forza esecutiva e consisteva di membri del gruppo di insegnanti di Tvind e di una lunga fila di volontari che con il loro lavoro desideravano partecipare a questa vigorosa dimostrazione nel dibattito sull'energia. Risolsero le difficoltà che sorsero lungo la strada e, attraverso un instancabile lavoro, eressero la Tvinkraft: lo scavo e la fondazione, la torre che scivolò verso l'alto nella sua forma planare, il cappuccio e il mozzo con la sua complicata saldatura. E le pale, che nessun produttore osava impegnarsi a produrre, e dove l'aerodinamica, i calcoli di forza e l'esecuzione pratica dovevano essere sviluppati da zero.
Questa forma di ala in fibra di vetro è stata poi prestata ad altri costruttori di turbine eoliche e ha costituito la base per lo sviluppo di pale per l'emergente industria delle turbine eoliche.
L'albero, il cambio e il generatore sono stati acquistati di seconda mano e "Krabbe's box" [la scatola di controllo del convertitore di frequenza] è stata assemblata dal professor Ulrich Krabbe della DTH [Danish Technical University] e dai suoi studenti, che presero ottimo nel compito di esame finale. È stato utilizzato per convertire la frequenza variabile del generatore, in modo che la turbina potesse fornire energia alla rete elettrica. Sono stati sviluppati sistemi di controllo e supervisione del computer e sono stati scritti lunghi programmi di linguaggio assembly per il computer Z80. E alla fine arrivarono le gru di grandi dimensioni e sollevarono tutte le parti. Prima il tappo, quindi il generatore e la scatola del cambio sulla parte superiore, l'albero principale con il mozzo e infine le lame, una alla volta. I Danesi si affollavano per vedere cosa stava succedendo, per esprimere le loro opinioni e dare buoni consigli e incoraggiamenti. Molti hanno dato una mano in periodi più o meno lunghi, altri hanno preso una tazza di tè e poi sono ripartiti - hanno assicurato che si stava svolgendo qualcosa di rivoluzionario, qualcosa che avrebbe avuto un enorme impatto sul futuro.
Dopo tre anni la turbina fu completata e poté essere avviata il 26 marzo 1978.
Il 3 dicembre 2008 alla Scuola di Tvind venne consegnato il Premio "European Solar Prize" di quell'anno con la motivazione che solo per il coraggio, l'abnegazione e la competenza di quella scuola è stata possibile la realizzazione di un progetto così rivoluzionario per la storia delle energie alternative.

## CaratteristichetecnicheArchiviatoil 23 maggio 2019 inInternet Archive.
| Altezza della torre                                                 | 53 m                                |
| Diametro delle pale                                                 | 54 m                                |
| Punto più largo delle pale                                          | 2,1 m                               |
| Area spazzata dal rotore                                            | 2290 m2                             |
| Peso di una pala                                                    | 3.2 tonnellate                      |
| Lunghezza della gondola                                             | 15 m                                |
| Diametro del tappo                                                  | 4.8 m                               |
| Potenza massima erogata                                             | 900 kW                              |
| Massimo numero di giri al minuto                                    | 21 giri/min.                        |
| Massima velocità della punta delle pale                             | 240 km/h                            |
| Massima pressione sulla torre                                       | 100 tonnellate                      |
| Peso totale tappo e pale                                            | 110 tonnellate                      |
| Spessore delle pareti della torre                                   | 30-50 cm                            |
| Diametro della torre in cima                                        | 3 m                                 |
| Diametro della torre alla base                                      | 5,3 m                               |
| Peso del rinforzo in acciaio                                        | 160 tonnellate                      |
| Volume di cemento usato                                             | 675 m3                              |
| Peso della torre e del cono                                         | 1620 tonnellate                     |
| Ingranaggi: ASEA del 1958, peso approssimativo                      | 20 tonnellate                       |
| Generatore: ASEA 1725 kW sincrono AC, del 1954, peso approssimativo | 12 tonnellate                       |
| Energia annuale erogata                                             | 0,5 milioni kWh                     |
| Velocità del vento minima                                           | 2.5 m/sec                           |
| Velocità del vento per la produzione massima                        | 8 m/sec                             |
| Velocità del vento limite                                           | 21 m/sec (massima) 16 m/sec (media) |